# كفر حفنا
قرية كفرحفنا هي إحدى القرى التابعة لمركز بلبيس في محافظة الشرقية في جمهورية مصر العربية. حسب إحصاءات سنة 2006، بلغ إجمالي السكان في كفرحفنا 3628 نسمة، منهم 1858 رجل و1770 امرأة.